# ألبرت إيوينغ
ألبرت إيوينغ هو قاضي وسياسي كندي، ولد في 29 يونيو 1871 في كندا، وتوفي في 26 أكتوبر 1946 في نفس البلد. حزبياً، نشط في الرابطة التقدمية المحافظة في ألبرتا ‏. وقد انتخب عضو الجمعية التشريعية ألبرتا.